# 루나솔라
루나솔라(영어: LUNARSOLAR)는 대한민국의 걸 그룹이다. 2020년 9월 2일 싱글 앨범 "SOLAR : flare"로 데뷔하였다.

## 역사

### 데뷔 전
제이플래닛 엔터테인먼트에 합류하기 전, 멤버 4명 중 3명은 이전에 음악 산업에 종사했다. 태령은 앞서 '프로듀스 101'에 출연했으나 탈락해 57위를 기록했다. 믹스나인에도 참여했으나 탈락해 46위를 기록했다. 태령은 2018년 10월 걸그룹 에이데일리(A-Daily)와 함께 공연하는 모습이 목격되었지만, 그룹의 공식 멤버로 발표된 적은 없다. 태령은 오앤오 엔터테인먼트(ONO Entertainment)의 프리 데뷔 걸그룹 블랙맘바(Blackmamba)의 멤버이기도 했다.
지안은 걸그룹 S.E.T 출신 예명 태이로, 더유닛: 아이돌 리부팅 프로젝트에 참여했으나 탈락해 61위를 기록했다.
유리는 2013년 일본 걸그룹 I'S9의 멤버였으며 2015년 11월 탈퇴(또는 '졸업')했다. 2017년 Jpop 혼성 그룹 IsTaR에 합류했으며 2018년 탈퇴했다.
2018년 제이플래닛 엔터테인먼트는 정식 데뷔 전 연습생(또는 '신인')을 전 세계에 알리기 위한 프로젝트인 루키플래닛(Rookie Planet)을 발표했다. 그들은 댄스 커버, 보컬 커버, 리액션 영상을 자주 게시했다. 멤버들은 지은(훗날 지안)을 시작으로 태령, 현정(나중에 이서), 유리, 수진으로 약 1년 만에 공개됐다. 수진은 2020년 초에 탈퇴했다. 지안은 2020년 3월 27일 '너의 목소리가 보여 7'에 출연했고, 유튜브 채널 MUPLY의 커버 뮤즈로 활동했다.

### 2020–2021: Solar: Flare, Solar: Rise and Christmas is You로 데뷔
제이플래닛 엔터테인먼트는 2020년 7월 13일 첫 걸그룹 데뷔를 발표하고 로고 이미지를 공개했다. 이들은 2020년 7월 13일부터 2020년 7월 16일까지 지안, 유리, 이서, 태령 순으로 '신분증 사진'을 공개했다. '루나' 버전과 '솔라' 버전의 인증샷을 공개했다.
2020년 9월 2일 싱글 앨범 Solar : Flare로 데뷔한 이 그룹은 타이틀곡 'Oh Ya Ya Ya' 뮤직비디오와 함께 2020년 9월 3일 엠카운트다운에서 데뷔 무대를 가졌다.
2021년 4월 7일 두 번째 싱글 앨범 Solar : Rise와 타이틀곡 'Dadada'를 발매했다. 같은 날 일본 가요계 데뷔 계획을 밝히고 레이블과 계약을 체결했다. 음악과 매니지먼트에 관한 향후 일본 활동을 테이치쿠 엔터테인먼트가 담당한다. 이들은 2019년 12월 24일 발표된 테이치쿠와 VICLIP의 파트너십을 통해 계약을 맺은 최초의 아티스트이다. VICLIP은 일본 데뷔를 앞두고 일본 공식 홈페이지도 오픈했다.
2021년 12월 8일 세 번째 싱글 앨범 Christmas is You를 발매했다.

### 2022: 해체와 Do You Wanna Get Down
2022년 5월 22일, 멤버들의 제이플래닛 엔터테인먼트와의 계약이 종료됨에 따라 루나솔라가 해체될 것이라는 사실이 밝혀졌다.
그룹은 해체 전 2022년 5월 23일 "Do You Wanna Get Down"이라는 제목의 마지막 싱글을 발표했다.

## 음반 목록

### 싱글 앨범
| 제목             | 정보 | 순위 | 판매량       |
| 제목             | 정보 | KOR  | 판매량       |
| ---------------- | --- | ---- | ------------ |
| SOLAR : flare    | - 발매일: 2020년 9월 2일 - 레이블: 제이플래닛 엔터테인먼트 - 포맷: CD, 디지털 다운로드, 스트리밍 트랙리스트 1. 노는 게 제일 좋아 (OH YA YA YA) 2. 노는 게 제일 좋아 (OH YA YA YA) (Inst.)                     | 40   | - KOR: 4,360 |
| SOLAR : rise     | - 발매일: 2021년 4월 7일 - 레이블: 제이플래닛 엔터테인먼트 - 포맷: CD, 디지털 다운로드, 스트리밍 트랙리스트 1. DADADA 2. BOM BI DI BOM 3. Lonely 4. DADADA (Inst.) 5. BOM BI DI BOM (Inst.) 6. Lonely (Inst.) | 48   | 빈칸         |
| Christmas is You | - 발매일: 2021년 12월 8일 - 레이블: 제이플래닛 엔터테인먼트 - 포맷: 디지털 다운로드, 스트리밍 트랙리스트 1. Christmas is You 2. Christmas is You (Inst.)                                                      | 빈칸 | 빈칸         |

## 수상 및 후보
| 시상식                 | 연도 | 부문                 | 후보     | 결과 | 참조  |
| ---------------------- | ---- | -------------------- | -------- | ---- | ----- |
| 대한민국 퍼스트브랜드  | 2021 | 신인 여성 아티스트상 | 루나솔라 | 후보 | [ 4 ] |
| 아시아 아티스트 어워드 | 2021 | 신인 여자 아이돌상   | 루나솔라 | 후보 | [ 5 ] |